# Salt (Ava Max)
Salt è un singolo della cantante statunitense Ava Max, pubblicato il 12 dicembre 2019 come quarto estratto dal primo album in studio Heaven & Hell.

## Descrizione
Già disponibile per intero sul canale YouTube della cantante dal 2018, il brano è stato scritto dalla stessa interprete in collaborazione con Autumn Rowe, Madison Love, Nicole Morier e Henry Walter, in arte Cirkut, e prodotto da quest'ultimo.

## Tracce
Download digitale, streaming
1. Salt – 3:00

Streaming
1. Salt – 3:00
2. Torn – 3:18
3. Freaking Me Out – 3:12

Streaming (versione acustica)
1. Salt (versione acustica) – 3:10
2. Salt – 3:00

Download digitale (remix)
1. Salt (Syn Cole Remix) – 3:11
2. Salt (Toby Green Remix) – 2:47

## Formazione
- Ava Max – voce
- Cirkut – produzione, registrazione, missaggio

## Classifiche

### Classifiche settimanali
| Classifica (2020-23) | Posizione massima |
| -------------------- | ----------------- |
| Austria              | 8                 |
| Belgio (Fiandre)     | 73                |
| Belgio (Vallonia)    | 59                |
| Bielorussia          | 114               |
| Croazia              | 29                |
| Danimarca            | 25                |
| Finlandia            | 6                 |
| Francia              | 38                |
| Germania             | 10                |
| Grecia               | 66                |
| Irlanda              | 98                |
| Kazakistan           | 87                |
| Lettonia             | 82                |
| Lituania             | 34                |
| Norvegia             | 5                 |
| Paesi Bassi          | 35                |
| Polonia              | 1                 |
| Romania              | 52                |
| Russia               | 3                 |
| Repubblica Ceca      | 85                |
| Slovacchia           | 40                |
| Slovenia             | 3                 |
| Svezia               | 35                |
| Svizzera             | 8                 |
| Ucraina              | 6                 |
| Ungheria             | 22                |

### Classifiche di fine anno
| Classifica (2020) | Posizione |
| ----------------- | --------- |
| Austria           | 30        |
| Danimarca         | 43        |
| Francia           | 145       |
| Germania          | 33        |
| Norvegia          | 12        |
| Paesi Bassi       | 100       |
| Polonia           | 4         |
| Russia            | 6         |
| Slovenia          | 14        |
| Svezia            | 34        |
| Svizzera          | 23        |
| Ucraina           | 34        |
| Ungheria          | 53        |
| Classifica (2021) | Posizione |
| Russia            | 111       |
| Classifica (2023) | Posizione |
| Bielorussia       | 200       |